# Onthophagus vermiculatus
Onthophagus vermiculatus là một loài bọ cánh cứng trong họ Bọ hung (Scarabaeidae).